# Kakavovo maslo
Kakavovo maslo je svetlorumena aromatična maščobna zmes, ki se pridobiva s stiskanjem kakavove mase.
Kakavovo maslo se uporablja v prehrambeni industriji pri proizvodnji čokoladnih in mlečnih izdelkov. Zmes kakavovega masla in kakavove mase je osnova bele čokolade. 
V farmaciji predstavlja kakavovo maslo često uporabljeno supozitorijsko podlago pri pripravi svečk. V kozmetiki se uporablja pri proizvodnji ličil za ustnice, krem, kopeli in losjonov.
Kakavovo maslo sestoji predvsem iz palmitinske, stearinske in oleinske kisline. Tali se pri 36 °C.